# Raimbaut
Raimbaut o Raembaut o  Raibaut o  Raimbal o  Ranbaut o  Raubaut o  Rembaut (fl. XIII secolo) è un trovatore occitano, possibilmente attivo tra la fine del XII e la prima metà del XIII secolo, che figura in diverse tenzones composte insieme ad Albertet de Sestaro, Gaucelm Faidit e Guionet (En Raymbaut, pros dompna d'aut linhatge).
Gli studiosi, non unanimemente, tendono a identificarlo con Raimbaut de Vaqueiras
Tenso con Gaucelm Faidit
             Ara.m digatz, Gaucelm Faidit,

             cals val a bona domna mais,

             quan ha marit q'es pros e gais,

             e vol de drut penre chauzit;

             e dui cavalier pro e gen

             an en lieis lor entendimen,

             e l'us es enemics mortals

             del marit, l'autr'amics corals?

             Chascus fai per lei son poder -

             Chauzetz qal deu miels retener.

             [...]